# Eric Szmanda
Eric Kyle Szmanda (Milwaukee, Wisconsin, 24 de julio de 1975) es un actor y director de televisión estadounidense. Es conocido por interpretar a Greg Sanders en CSI: Crime Scene Investigation.

## Primeros años
Eric Kyle Szmanda nació en Milwaukee, Wisconsin, hijo de Donald Szmanda y Elaine Enders. Tiene dos hermanos, Robert Szmanda y Brett Szmanda.
Szmanda estudió arte dramático y apareció en la serie 'La Red', basada en la película de Sandra Bullock.
Vivió un tiempo en el cuarto de invitados de la casa de su compañero, George Eads, para cuidar de su perro.

## Filmografía
- La Red (1998) Personaje: Jacob Resh / Director: Jim Charleston Oscar L. Costo
- Dodge's City (1999) Personaje: Johnny Dodge / Director: Ken Sanzel
- True Vinyl (2000) Personaje: Billy Thompson / Director: Scott Falconer Scott Hatley
- Big Time (2000)  Personaje: Avery / Director: Douglas Petrie
- 100 Girls (2000) Personaje: Sam / Director: Michael Davis
- Reglas del juego/ The Rules of Attraction (2002) Person: NYU Film Student / Director: Roger Avary
- Little Athens (2005) Personaje: Derek / Director: Tom Zuber
- Snow Wonder (2005) Personaje: Luke / Director: Peter Werner
- CSI: Crime Scene Investigation (2000-2015) Personaje: Greg Sanders / Director: Anthony E. Zuiker
- Lucifer (2016 - ) Personaje: Mediador (Temporada 2 Episodio 4)